# تغزيرت (الزات)
تغزيرت هو دُوَّار يقع بجماعة تغدوين، إقليم الحوز، جهة مراكش آسفي في المملكة المغربية. ينتمي الدوّار لمشيخة الزات التي تضم 6 دواوير. يقدر عدد سكانه بـ 359 نسمة حسب الإحصاء الرسمي للسكان والسكنى لسنة 2004.

## الطراز المعماري
تتميز منازل تغزيرت بطراز معماري محلي يتماشى مع مقومات المنطقة الطبيعية والمناخية :
- تنتظم المنازل على شكل مدرجات، بحيث يكون سطح كل منزل فناء للمنزل الذي يليه، وذلك تماشيا مع للطبيعة الجبلية للمنطقة.

- جميع المنازل مبنية من صخور الغرانيت المتوفرة بكثرة في المنطقة.

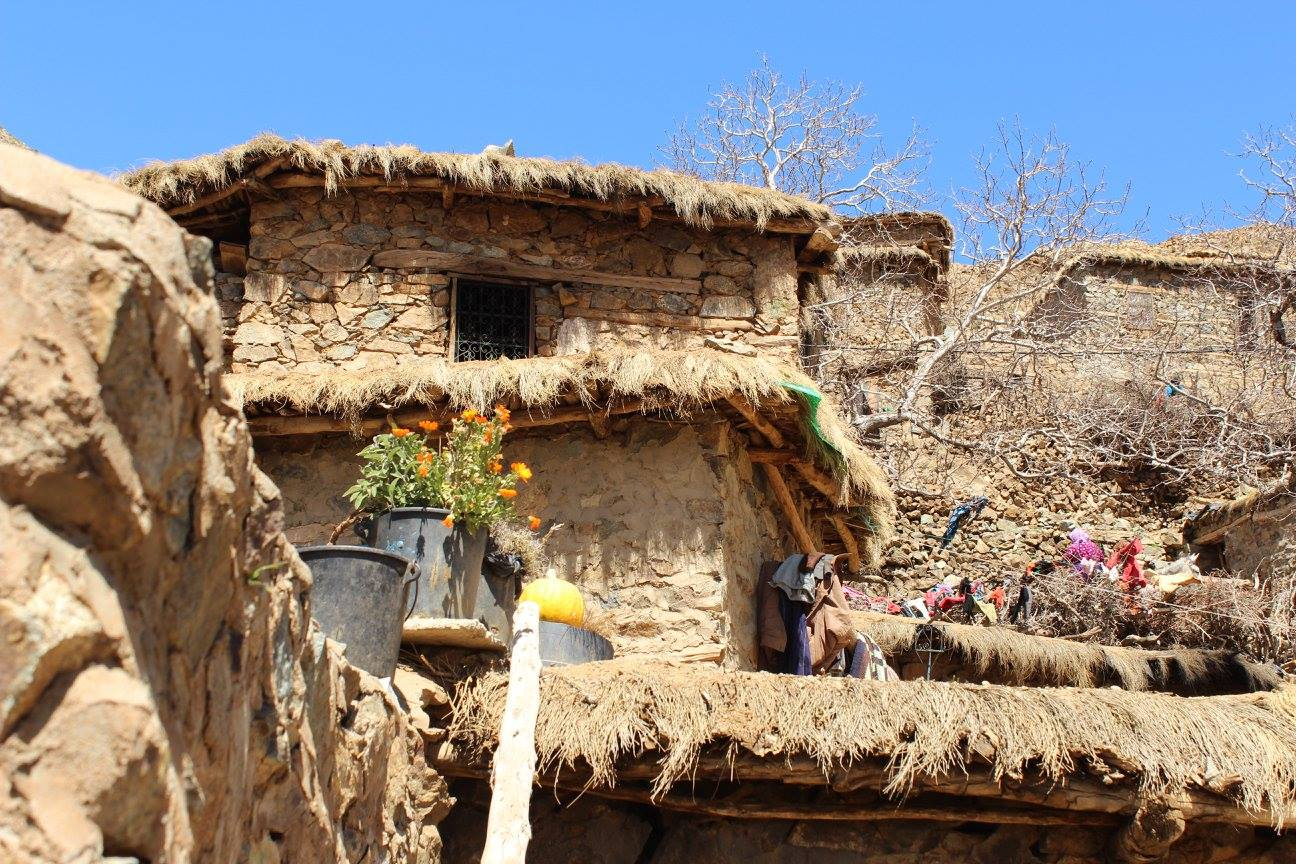
نموذج لمنازل تغزيرت المشيدة بصخور الجرانيت

## روابط خارجية
- البوابة الوطنية للجماعات الترابية نسخة محفوظة 12 مارس 2018 على موقع واي باك مشين.
- المندوبية السامية للتخطيط